# Лучини књижевни сусрети
Лучини књижевни сусрети су дводневна књижевна манифестација, јединствена у Републици Српској,  која окупља књижевне ствараоце из Републике Српске, Србије, Црне Горе и дијаспоре.

## Историјат
У јулу 2010. године, у Власеници, општини на истоку Републике Српске,  на иницијативу књижевника Аћима Тодоровића, а под покровитељством општине, одржани су први сусрети писаца из Републике Српске (БиХ), Србије, Црне Горе и дијаспоре. С обзиром на то да су организовани у склопу обиљежавања Дана општине Власеница, Петровдана, њихов првобитни назив био је  „Петровдански књижевни сусрети”. Већ наредне, 2011. године, основан је Књижевни клуб "Луча", који окупља писце из цијеле регије Бирач, а који преузима и међу љубитељима књижевности постаје познат по организацији ове  јединствене манифестације у цијелој Републици Српској.
Сусрети нису одржани 2017. године, због промјене датума који се обиљежава као Дан општине. Прије пет година, Петровдан као Дан општине и крсну славу града је замијенила Мала Госпојина, тако да је морало доћи и до промјене назива ове већ традиционалне манифестације, која је преименована у „Лучине књижевне сусрете“.

## Програм
Ово дводневно дружење писаца је веома занимљиво и због самог садржаја. Првог дана, у пријеподневним часовима, за учеснике је припремљен обилазак једног од најстаријих манастира на овим просторима, задужбину краља Драгутина, Ловницу код Шековића, и ручак у манастирском конаку, а другог се обилази војничко гробље на Хан Погледу, гдје су сахрањени војници из Србије, погинули  у Првом свјетском рату, а гдје учесници казују родољубиву поезију, а након тога је заједнички ручак у оближњем етно-ресторану.Вечерњи сати резервисани су промоције дјела и казивање поезије или прозе свих учесника.
У првих четрнаест година, на овој манифестацији је учествовало око 400 књижевника, али и других радника из области културе, а неки од њих су у Власеници имали и прве промоције својих дјела.  
За сада, највиша награда на овим књижевним сусретима је "Лучина повеља" која се додјељује за књижевно стваралаштво и допринос у очувању српског језика, културе и историјског наслијеђа, у периоду између два сусрета. Обичо буду два добитника, један из ове регије, а други од гостујућих писаца. Сви учесници добијају Благодарницу. Чланови клуба, којих има тридесетак, заједно одлучују о добитнику или добитиницима повеље.

## Учесници
Стални учесници „Лучиних књижевних сусрета“ су чланови Књижевног друштва „Запис“ из Горњег Милановца, „Вихор“ из Дервенте, сомборског Завичајног удружења Срба „Коријени“, Књижевног клуба“Душан Матић“ из Ћуприје, Завичајног клуба „Освит“ из Билеће, као и књижевници: Љиљана Браловић, Дара Радојевић, Милица Бакрач, Милица Лилић Јефтимијевић, Јованка Стојчиновић Николић, Гроздана Лучић Лалић, Здравко Згоњанин Баћо, Миладин Берић, Борислав Благојевић, Миодраг Хрњез Љумо, Станка Ћаласан и многи други.